# Bullewijker en Holendrechter polder
De Bullewijker en Holendrechter polder (of Holendrechter en Bullewijkerpolder) is een poldergebied ten oosten van Ouderkerk aan de Amstel in de Nederlandse gemeente Ouder-Amstel.
De Amsterdamse wijk Bullewijk is ontstaan door ophoging van een deel van de Bullewijker en Holendrechter polder.
Een deel van de polder is recreatiegebied, zoals de Ouderkerkerplas. Ook ligt het verkeersknooppunt Holendrecht in het gebied.
De polder is gelegen ten noorden van het riviertje de Holendrecht en Holendrechterweg, ten oosten van het riviertje de Bullewijk, ten zuiden van de Machineweg en ten westen van de A2. De Burgemeester van Sonweg (A9) loopt er dwars doorheen. De enige andere wegen in het zuidelijke gedeelte die de polder doorsnijden zijn de Amstelweg en Amstelzijweg.

## Geschiedenis
Tot in de negentiende eeuw was de polder nog een veenderijplas maar toen werd begonnen met de aanleg van een dijk op enige afstand van de Holendrecht en Bullewijk. In eerste instantie diende de dijk ter voorkoming van afslag en wateroverlast voor het omliggende land. In 1864 werd begonnen met het vervenen van de plas en nadat deze drooggemalen was verloor de dijk zijn functie. De dijk werd zelfs over grote afstand onderdeel van het te begrazen weiland. De polder strekte zich toen uit van de Middenweg tot aan de Abcouderstraatweg en viel voor een klein gedeelte, nabij de Abcouderstraatweg, onder de voormalige gemeente Weesperkarspel. De binnendijk is nog altijd duidelijk in het landschap te herkennen en slingert zich op korte afstand van het water van de Bullewijk en de Holendrecht door het weiland.
Tegenwoordig wordt een deel van de polder in gebruik genomen door de dijklichamen van de A2 en A9 maar ook zijn er nog enkele landbouwbedrijven. Daarnaast worden de polder gebruikt voor recreatie en zijn er fietsroutes. De polder wordt beheerd door Groengebied Amstelland.